# Depravation (Medizin)
Depravation (auch Depravatio, lateinisch für Verzerrung, Entstellung) ist im Medizinischen eine Verschlechterung eines Krankheitszustands.

## Symptome
Bei langanhaltender und intensiver Abhängigkeit kommt es zu einer suchtbedingten Persönlichkeitsänderung. Diese ist häufig Teil eines Syndroms psychischer und Verhaltensstörungen, die durch Sedativa oder Hypnotika verursacht werden. 
Ein wesentliches Kennzeichen ist die Angleichung der Persönlichkeitsmerkmale auf ein niedrigeres Niveau. Dies führt zu einem Verlust der Individualität und der Eigenständigkeit. 
Soziale Fähigkeiten, wie Verantwortungsbewusstsein, nehmen ab, was zu einer erhöhten Unzuverlässigkeit und einem schwindenden Interesse an Bezugspersonen führt. Auch die Körperpflege wird vernachlässigt. 
Die mentalen Leistungen nehmen zunehmend ab, und die Bereitschaft, Leistungen zu erbringen, verschwindet. Es wird deutlich, dass die Fähigkeit zur Selbstbeurteilung fortschreitend abnimmt. Oft überschätzen Betroffene ihre eigenen Fähigkeiten, was zu Eigen- und Fremdgefährdung führen kann.

## Störungen
- Psychische und Verhaltensstörungen durch Sedativa oder Hypnotika
- Abhängigkeitssyndrom F13.2
- Entzugssyndrom F13.3
- Amnestisches Syndrom F13.6
- Gedächtnisstörungen
- kognitiv-mnestisches Defizit
- anhaltende kognitive Beeinträchtigungen
- dementielle Entwicklung